# Laboratoire Souterrain de Modane
Das Laboratoire Souterrain de Modane, bekannter unter dem englischen Namen Modane Underground Laboratory, ist eine unterirdische Versuchsstation für Experimente der Teilchenphysik.
Es ist abzweigend vom Fréjus-Straßentunnel zwischen Modane und Bardonecchia an der französisch-italienischen Grenze eingerichtet worden. Dadurch entspricht seine Abschirmung der von 4800 m Wasser, dem üblichen Maß zur Beurteilung der Abschirmung vor kosmischer Strahlung. Diese wird dadurch auf ein Millionstel verringert.
Die wichtigsten Experimente im Laboratoire Souterrain de Modane sind EDELWEISS, zur Suche nach WIMPs, den hypothetischen Teilchen der Dunklen Materie und NEMO, zur Suche nach dem neutrinolosen doppelten Betazerfall, eine Überprüfung des Standardmodells der Elementarteilchenphysik.
Das Laboratoire Souterrain de Modane ist, wie die drei anderen europäischen Untergrundlaboratorien
Laboratori nazionali del Gran Sasso,
Laboratorio subterráneo de Canfranc und
Boulby Underground Laboratory,
der Koordinierungsgruppe ILIAS angeschlossen.